# Hideto Nakane
Hideto Nakane (中根英登?, Nakane Hideto; Nagoya, 2 maggio 1990) è un ex ciclista su strada giapponese.

## Palmarès

### Strada
- 2020 (Nippo Delko One Provence, una vittoria)

6ª tappa Tour de Langkawi (Taiping > Penang)

#### Altri successi
- 2015 (Aisan Racing Team)

Classifica scalatori Tour de Kumano

## Piazzamenti

### Classiche monumento
- Milano-Sanremo

2017: ritirato
- Liegi-Bastogne-Liegi

2021: ritirato

### Competizioni mondiali
- Campionati del mondo

Innsbruck 2018 - In linea Elite: ritirato
Yorkshire 2019 - In linea Elite: ritirato